# Desio (nome)
Desio  è un nome proprio di persona italiano maschile.

## Varianti
- Femminili: Desia[1][2]

## Origine e diffusione
È un nome che può avere multiple origini, ad esempio come forma contratta di Desiderio o come variante di Decio; in qualche caso può anche riprendere il cognome di Ardito Desio, il noto esploratore e geologo italiano celebre per aver organizzato e guidato la spedizione alpinistica che conquistò il K2.

## Onomastico
In quanto nome adespota (non vi è infatti alcun santo che lo porta), l'onomastico ricade il 1º novembre, giorno di Ognissanti.